# Автошлях Т 2557
Автошля́х Т 2557 — автомобільний шлях територіального значення у Чернігівській області. Пролягає територією Корюківського та Семенівського районів через Корюківку — Охрамієвичі — Погорільці — Семенівку. Загальна довжина — 67,3 км.

## Маршрут
Автошлях проходить через такі населені пункти:
| Автошлях Т 2557      |                          |
| Чернігівська область |                          |
| Корюківський район   |                          |
| Корюківка            | Т 2512Т 2534Т 2536Т 2558 |
| Наумівка             |                          |
| Турівка              |                          |
| Охрамієвичі          |                          |
| Перелюб              |                          |
| Баляси               |                          |
| Семенівський район   |                          |
| Тополівка            |                          |
| Погорільці           |                          |
| Семенівка            | Р65Т 2512                |